# 机场南站 (广州)
机场南站是广州地铁3号线的一座车站，车站位于中国广东省广州市花都区白云国际机场一號航站楼出发大厅中庭地底，于2010年10月30日随3号线北延段开通而正式启用。
因本站接駁白雲機場1號航站樓，故在線路圖等乘客界面上均以括號加註「1號航站樓」提醒乘客。

## 车站结构

### 车站楼层
本站共有两层，地下一层为地铁站厅，地下二层为3号线月台，车站总建筑面积11,879平方米。车站上方为广州白云国际机场一号航站楼主楼。
| 地面     |          | 广州白云国际机场1号航站楼                        |          |          |
| 地下一层 | 站厅     | 售票機、客服中心、商店、警务室、母婴室、安检设施 |          |          |
| 地下二层 | 侧式站台 | 侧式站台                                         | 侧式站台 | 侧式站台 |
|          | 2 站台   | █3号线 机场北方向（下站：机场北）                |          |          |
|          | 1 站台   | █3号线 海傍方向（下站：高增）                    |          |          |
|          | 侧式站台 |                                                  |          |          |

### 站厅
机场南站的站厅位于白云机场一号航站楼的地下一层，其旁边为连接主航站楼以及两个到达区的地下通道。站厅付费区位于南北两侧，非付费区则设有售票机、客服中心等设施。因应机场北站开通后的客流组织需要，现时两个站厅付费区均被划分为進站（連接1號月台）和抵達（連接2號月台）两个区域。中心处则设有机场闻询处以及可来往到达平台，及机场停车场的行人通道，该范围由白云机场方面自行管辖。
两侧的站厅付费区现时各自设2组扶手电梯、楼梯以及3台专用电梯连接于站台，其中付费区内3台专用电梯至少有1台连接相反方向的站台。
由于預料前往机场的乘客携带的行李较多，因此本站在建成时是广州地铁早期少数设有阔闸机的车站。另外，本站站厅南北付费区内在启用时原本各自设有1台升降机以分别连接1号和2号站台，地铁方面直到后来在付费区两侧分别新增设2台升降机，令站厅两侧付费区均有升降机连接不同方向的站台。
本站的母婴室设于站厅北边的付费区内。另外，在靠近售票机一侧设置了自动照相机以及自动售卖机。
另外，本站在站廳層北侧設有名为《盛迎》的文化藝術牆，以广州市的市花“木棉花”为主题，并配以世界各国的多种问候语言创作而成，充分展现了广州喜迎四方来客的花城形象。本站亦成为2010年或之前启用的广州地铁车站中首个增设文化藝術牆的车站，该文化藝術牆于2016年国庆节前完工。
- 南侧站厅
- 北侧站厅
- 位于北侧站厅的文化藝術牆「盛迎」
- 站厅中间设有机场闻询区可为来往机场的乘客提供服务

#### 免費轉乘服务
白雲機場2號航站樓投入使用後，廣州地鐵在本站和機場北兩站設置了轉乘通道，供乘客免費乘坐3號線來往機場1號及2號兩個航站樓。本站轉乘通道入口設置在付費區的抵達區域，可前往2號月台乘車前往機場北站；出口則設置在進站區域，供機場北站出發的乘客抵達本站1號月台下車後，前往站廳出站。
轉乘通道口設置在站廳閘機處，采用广州地铁近期新开通车站所采用的带人脸识别功能的闸机，乘客需在相关闸机上刷码/扫码，進站後30分鐘内至機場北站（2號航站樓）出站則不會被收取費用。此方式类似于琶洲站的虚拟换乘。初期采用的是閘門常開的二維碼閘機，虽然地铁方面声明經免費轉乘通道進站後前往线网其它車站出闸，會被視為無票乘車而需繳納出閘車站的線網最高票價，但因此出现了通过其它车站入闸，再通过本站及机场北站的轉乘通道口出站的逃票行为。为填补这一漏洞，地铁运营方于2025年更换为目前的闸机。

### 月台
本站设有两个侧式月台，位於广州白云国际机场一号航站楼地底。
另外，本站站台北端設有一組交叉渡線，當機場北站出現故障時，往機場北站的列車將會通過此渡線折返，以本站為臨時總站。本站為3號線北延段終點站時，列車亦使用該組渡線折返。

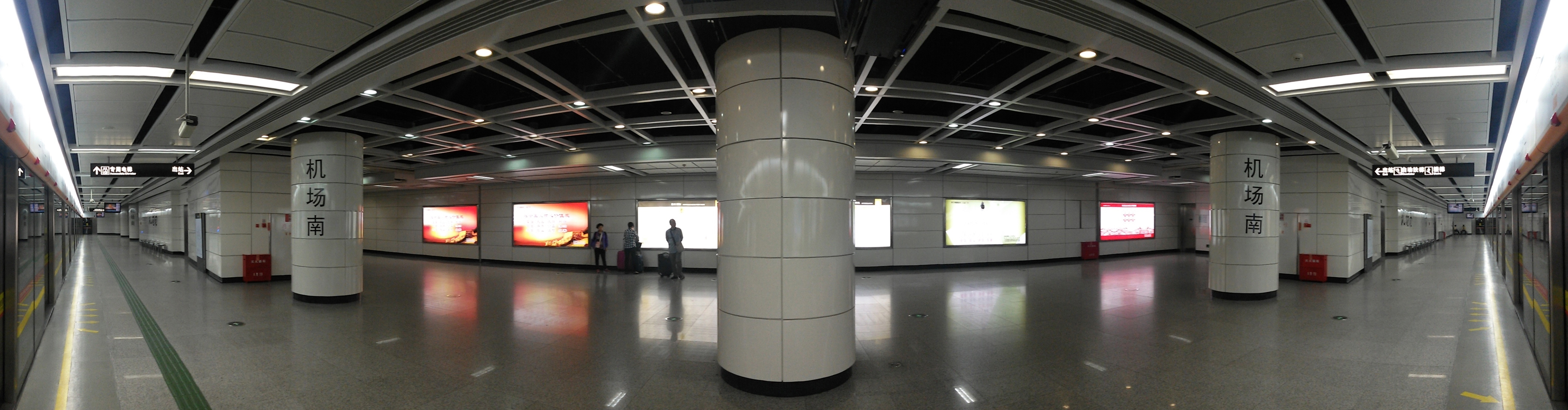
2号月台全景图

### 出入口
由於本站直接設於广州白云国际机场1號航站楼地底，因而並不像一般車站那樣設置單獨通道出入口，而是乘客通過扶梯、電梯，出閘後直接到達航站樓地面首層，以接駁航空與地鐵兩種交通。
现时为配合机场安检措施，所有乘客在本站出闸后就必须经由机场方面设置的防爆安检区以配合机场安检工作。

## 接駁交通
机场南站所处的广州白云国际机场1号航站楼的33号门和36号门旁的公交车站，可供乘客前往机场后勤区及白云区花都区各地。
同样的，乘客可在1号航站楼转乘机场快线巴士等其它交通工具前往各地。
| 编号 | 编号  | 线路                 | 线路 | 线路               | 收费            | 备注                              |
| ---- | ----- | -------------------- | ---- | ------------------ | --------------- | --------------------------------- |
|      | 708   | 人和墟（万家福广场） | ⇆    | 富力金港城         | 3元             | 经白云机场T1航站楼                |
|      | 空港1 | T1航站楼（28号门）   | ↺    | T1航站楼（32号门） | 日间3元 夜间4元 | 空港经济区循环线 全天营运         |
|      | 夜106 | 人和墟               | ⇆    | 富力金港城         | 4元             | 708路附属线路，经白云机场T2航站楼 |

| 编号 | 编号                 | 线路               | 线路 | 线路               | 收费 | 备注 |
| ---- | -------------------- | ------------------ | ---- | ------------------ | ---- | ---- |
|      | 机场穿梭巴两楼摆渡线 | T2航站楼（42号门） | ⇆    | T1航站楼（10号门） | 免费 |      |
|      | 机场穿梭巴1线        | T1航站楼（A9号门） | ↺    | T1航站楼（A9号门） | 免费 |      |

## 利用狀況
在3號線北延段開通前，机场已有較為發達的地面公共交通服務；同時地鐵車站設於一號航站樓中心地底，由於機場設計原因，來往機場出發/到達較為不便；以及本站開通首一年的時間需要加收5塊人民幣的機場特別費，因此車站開通初期仍有不少乘客繼續乘搭機場快線等地面交通來往市區，本站客流偏低。後來機場特別費被取消，以及更多乘客選擇地鐵來往機場，避免地面交通的交通擠塞，客流穩步上升。

## 歷史

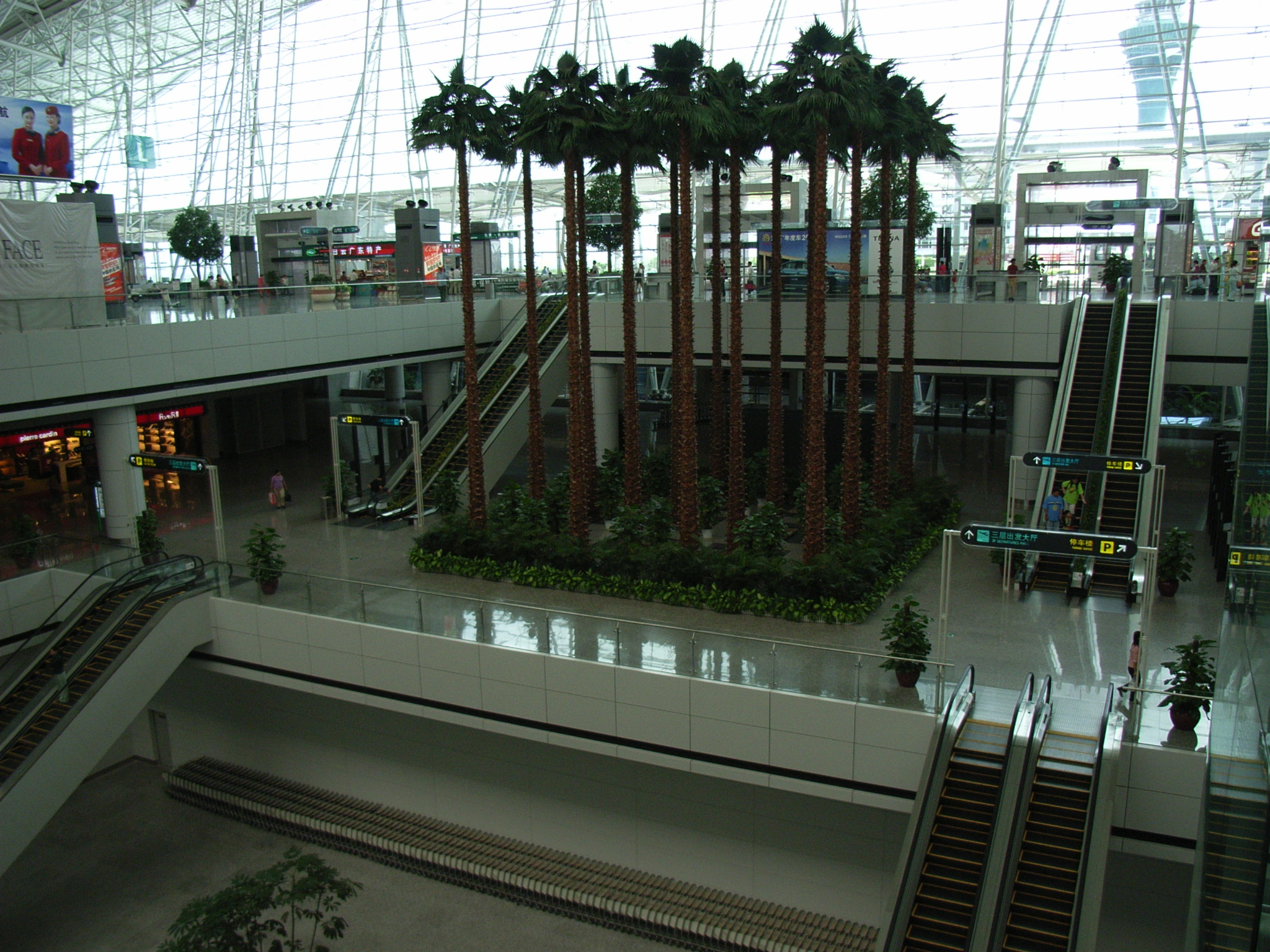
2006年出发大厅中庭，可见图下方的地铁站预留处被白色塑料板暂时封闭

在1997年的《廣州市城市快速軌道交通線網規劃研究（最終報告）》中，已確定在新白雲國際機場設站，並作為2號線的終點站。後來於2000年的近期線網規劃調整方案中，2號線被縮短至嘉禾，另外規劃一條新的機場快線前往新機場。同時因應新機場分為兩個航站樓，分別設立機場南站與機場北站與其對應。在2003年規劃中，機場快線最終成為3號線的一部分。
隨後機場南站與一號航站樓一同開工建設。至2004年机场启用时，车站已完成站厅层及底板、侧墙的施工；而站台层施工及各类机电设备的安装工作则由后续的3号线北延段工程进行。
2010年11月30日下午，車站隨3號線北延段開通試運營而啟用。机场南站启用时被划入机场特殊收费段，凡进出本站的乘客需加收5元人民幣“机场建设费”；一年的试行期结束后不再收取该费用。
2018年4月26日，機場北站開通，本站成為中途站。
受疫情防控措施影响，本站曾分别于2022年4月28日6时31分至同日15时10分、2022年5月2日11时30分至5月12日两度暂停运营，列车行经时不停站通过。随着相关措施调整，本站于2022年5月13日恢复正常服务。

## 命名爭議
白雲國際機場分別設有一號及二號航站樓，分別配套的地鐵車站卻被命名為機場南和機場北站，未能直接指示地鐵站所對應的航站樓。機場南站開通後長達接近8年的時間內，因白雲機場只使用一號航站樓，此問題並未引起市民關注。而到了2018年，二號航站樓啟用前夕，開始有市民和媒體關注地鐵站名與航站樓名稱不對應的問題，質疑地鐵站名會否令需要前往機場的乘客搞不清楚應在哪個站下車，而前往錯誤的航站樓。而綜觀國內外有兩個或以上航站樓的機場，各自的配套地鐵車站也大多直接以航站樓名稱命名，如北京首都機場、上海虹橋機場、重慶江北機場及倫敦希斯路機場等等。
廣州地鐵方面則回應指出，機場南北兩站的站名是「民政局地名办早已确定」的，但運營方面將著手增加提示，提醒乘客兩個車站分別對應哪個航站樓。但仍有市民指出，“與其‘打補丁’讓乘客處理更多信息，為何不直接改名？”
现时除了在线路图等乘客界面上对机场南北两站加注航站楼的名称外，3号线北行列车也会在龙归站及之后各站的报站广播中提醒乘客，前往两个航站楼需要在哪个车站下车。

## 未来发展
22号线北延段（芳白城际）将同样途经本站，与3号线和城际铁路白云机场南站换乘。22号线车站将设于航站楼西侧，与上述两线车站距离均在数百米以上。
2024年9月15日晚，22号线施工期间曾不慎挖断电缆，造成白云机场T1航站楼西三指廊停电近两个小时。